# 721
Évszázadok: 7. század – 8. század – 9. század
Évtizedek: 670-es évek – 680-as évek – 690-es évek – 700-as évek – 710-es évek – 720-as évek – 730-as évek – 740-es évek – 750-es évek – 760-as évek – 770-es évek
Évek: 716 – 717 – 718 – 719 –  720 – 721 – 722 – 723 – 724 – 725 – 726

## Események

### Európa
- Februárban meghal II. Chilperic frank király. Utódja IV. Theuderic, III. Dagobert 9 éves fia, aki elődeihez hasonlóan csak bábkirály, a tényleges hatalom Martell Károly majordomus kezében van.
- Al-Szamh ibn Málik al-Havlání al-andaluszi kormányzó utánpótlást és ostromgépeket hozat Hispániából, majd megtámadva az Aquitániai Hercegséget, ostrom alá veszi Toulouse-t. Odo herceg hiába kér segítséget Martell Károlytól, majd összegyűjtve csapatait megtámadja az ostromló muszlimokat, de visszaverik. A siker elbizakodottá teszi az arabokat, elhanyagolják a védelmet és amikor Odo másodszor is hátba támadja őket, pánikba esnek és döntő vereséget szenvednek. Al-Szamh ibn Malik sebesülten még eljut Narbonne-ba, de ott meghal. II. Jazíd kalifa Anbasza ibn Szuhajm al-Kalbit nevezi ki utódjának.
- Bertrada (Nagy Károly dédanyja) megalapítja a prümi apátságot.
- Meghal Tervel bolgár kán. Utóda Kormiszos.

### Omajjád Kalifátus
- II. Jazíd kalifa betiltja az emberábrázolást a keresztény templomokban is, megsemmisítik a szentképeket, feszületeket és szobrokat. Utódja, Hisám visszavonja a rendeletet.

## Születések
- Al-Szaffáh, abbászida kalifa
- Dzsábir ibn Hajján, arab alkimista

## Halálozások
- február 13. – II.Chilperic, frank király
- december 29. - Genmei, japán császárnő
- Al-Szamh ibn Málik al-Havlání, arab hadvezér
- Tervel, bolgár kán

## Fordítás
- Ez a szócikk részben vagy egészben  a(z)   721 című angol Wikipédia-szócikk ezen változatának fordításán alapul.  Az eredeti cikk szerkesztőit annak laptörténete sorolja fel. Ez a jelzés csupán a megfogalmazás eredetét és a szerzői jogokat jelzi, nem szolgál a cikkben szereplő információk forrásmegjelöléseként.